# شهرستان هیگاشی‌ماتسوئورا، ساگا

شهرستان هیگاشی‌ماتسوئورا (انگلیسی: Higashimatsuura District, Saga) یکی از شهرستان‌های ژاپن است که در استان ساگا در ژاپن واقع شده‌است.